# Wybory parlamentarne w Irlandii w 2011 roku
Wybory parlamentarne w Irlandii odbyły się 25 lutego 2011. Były to wybory przedterminowe (kadencja 30. Dáil upłynęłaby w czerwcu 2012). Irlandczycy wybierali kandydatów na 165 ze 166 miejsc w Dáil Éireann. W Irlandii obowiązuje ordynacja proporcjonalna (system pojedynczego głosu przechodniego).
W listopadzie 2010 Taoiseach Brian Cowen zapowiedział przedterminowe wybory na 11 marca 2011, odbyły się jednak wcześniej wskutek przejścia Zielonych do opozycji i wcześniejszego rozwiązania parlamentu.
Według exit poll wybory wygrała Fine Gael, zdobywając 36% głosów, nie wystarczy to jednak do uzyskania samodzielnej większości w Dáil. Na drugim miejscu znalazła się Partia Pracy, a na trzecim Fianna Fáil. Fianna Fáil uzyskała najgorszy wynik w historii, zaś Partia Pracy oraz Sinn Féin – najlepszy.

## Kandydaci
O mandaty w 43 okręgach walczyło 564 kandydatów, w tym 104 wystawionych przez Fine Gael, 75 przez Fianna Fáil, 68 przez Partię Pracy, 43 przez Zielonych, 41 przez Sinn Féin i 233 kandydatów niezależnych bądź reprezentujących mniejsze partie. Wśród tych ostatnich znalazło się m.in. 20 kandydatów porozumienia kandydatów niezależnych New Vision, 19 kandydatów koalicji United Left Alliance i 5 kandydatów nowej zielonej partii Fís Nua. Po raz pierwszy od swojego powstania w 1926 Fianna Fáil wystawiła w wyborach do Dáil mniej kandydatów, niż potrzeba posłów do samodzielnego rządzenia.

## Wyniki wyborów
| Partia                                   | Liczba głosów | %     | +/–%  | Liczba mandatów | +/– |
| ---------------------------------------- | ------------- | ----- | ----- | --------------- | --- |
| Fine Gael                                | 801 628       | 36,1  | +8,8  | 76              | +25 |
| Partia Pracy                             | 431 796       | 19,45 | +9,3  | 37              | +17 |
| Fianna Fáil                              | 387 358       | 17,45 | –24,1 | 19 (+1)         | –58 |
| niezależni                               | 279 459       | 12,59 | +6,8  | 15              | +10 |
| Sinn Féin                                | 220 661       | 9,94  | +3,0  | 14              | +10 |
| Partia Socjalistyczna                    | 26 770        | 1,21  | +0,6  | 2               | +2  |
| People Before Profit Alliance            | 21 551        | 0,97  |       | 2               | +2  |
| Partia Zielonych                         | 41 039        | 1,85  | –2,8  | 0               | –6  |
| inni                                     | 10 097        | 0,45  | +0,2  | 0               | ±0  |
| Razem głosów ważnych (frekwencja: 70,1%) | 2 220 359     | 100   |       | 165 (+1)        |     |